# Шипилов, Павел Алексеевич
Павел Алексеевич Шипилов (1784—1855) — директор учреждений среднего образования Российской империи.

## Биография
Родился 20 июня (1 июля) 1784 года в семье Алексея Никитича Шипилова (1731—1820), женившегося на молодой вдове Александра Фёдоровича Брянчанинова, Параскеве Андреевне Брянчаниновой (? — 1785). Мать вскоре тяжело заболела и 2 июля 1785 года умерла и пятидесятилетний Алексей Никитич остался с годовалым сыном Павлом и восьмилетним пасынком Петром Брянчаниновым (1777—1829).
В апреле 1796 года он «вступил сержантом» в Лейб-гвардии Преображенский полк. В марте 1800 года он был принят юнкером в Коллегию иностранных дел, через полгода его «пожаловали в переводчики». В начале сентября 1802 года он был «уволен от службы с награждением чина коллежского асессора». Вернувшись в Вологду, он женился на сестре К. Н. Батюшкова, Елизавете Николаевне. Она была вторым ребёнком в семье; родилась 21 апреля 1782 года в сельце Глуповском Грязовецкого уезда Вологодской губернии.
В 1806——1808 годах служил в «Вологодском земском войске пятисотенным начальником» и милиции; был произведён в надворные советники. С 1808 года «управлял почти всеми поместьями» К. Н. Батюшкова.
После войны служил «по выборам»: уездным предводителем Вельского (1814—1817) и вологодского (1818—1820) уездов.
В мае 1824 года П. А. Шипилов был назначен директором народных училищ Вологодской губернии (до декабря 1829). Известно, что он первым стал осуществлять так называемые «директорские ревизии», то есть посещение и осмотр самых отдалённых учебных заведений Вологодской губернии, что он приложил много усилий для организации с 1826 года при Вологодской гимназии пансиона. В 1829—1836 годах был директором 2-й Санкт-Петербургской гимназии. В период с 1840 по 1847 году — директор Гатчинского сиротского института.
В 1847 году вышел в отставку в чине статского советника и возвратился в Вологду. В летнее время Шипиловы жили в родовой усадьбе Маклаково.
Умер в Вологде 7 (19) июля 1855 года. Похоронен на кладбище Спасо-Прилуцкого монастыря. Жена, Елизавета Николаевна скончалась ранее, 12 августа 1853 года и была похоронена на кладбище Свято-Духова монастыря.
В семье родилось шесть детей. Три дочери Шипиловых умерли во младенчестве: две Параскевы и Александра, названные в честь покойных бабушек — Александры Григорьевны и Параскевы Андреевны. Ещё одна дочь, тоже Александра, в 1820 году «находилась в Петербургском Екатерининском институте». Было ещё два сына, Алексей и Леонид. Алексей умер также раньше своих родителей, в начале 1830-х годов. После смерти П. А. Шипилова, в документах по разделу его имения, значился только один наследник — Леонид Павлович. 